# Jo (映画)
『Jo』（ジョー）は、ジャン・ジロー監督、ルイ・ド・フュネス主演による、フランスのサスペンス・コメディ映画である。
フランスでは1971年に公開された。日本では未公開。

## 概要
アレック・コッペルの戯曲『The Gazebo（東屋）』を原作としている。同じ戯曲を元に、同じくサスペンス・コメディのアメリカ映画『奥様の裸は高くつく The Gazebo』（ジョージ・マーシャル監督）がすでに1959年に製作されている。フランスでも後年、同じ戯曲に基づくテレビドラマ『Une femme dans les bras, un cadavre sur le dos（腕に女、背中に死体）』（ジャン・ルフェーヴル主演）が1995年に製作されている。

## あらすじ
人気喜劇作家のアントワーヌ・ブリスバールは、ジョーというメートルシャントゥール（直訳はマイスタージンガーだが、ここでは揺すり屋のこと）から妻の出自が強盗殺人犯の娘だということについて恐喝されていた。ちょうどサスペンスコメディの台本を書いていたブリスバールは、ジョーを殺し、庭に立てていた東屋（ガゼボ）のコンクリート基礎に埋め込むことを思いつく。
深夜に恐喝の金を取りに来たジョーを前にブリスバールは拳銃を構えるが、恐怖でそれを床に落としてしまったところ、暴発してジョーにあたり、結局彼は死んでしまう。カーテンに死体を包んで、予定通り東屋に死体を埋めたブリスバールだが、その東屋の落成記念に近所の人たちを読んだパーティーに警部デュクロが現れ、ジョーなる人物についてブリスバールを尋問する。ブリスバールは当然否定するが、デュクロの話を聞くうち、ジョーは別の場所で殺人死体となって発見されたことを知る。すぐに誰か別人を殺してしまったことに気づいたブリスバールだが、東屋は落雷で壊れ、埋めた死体がむき出しになってしまう。
ブリスバールはデュクロの尋問を避けつつ、妻に白状して協力を得ながら家の中の様々な場所にその死体を隠そうとする。しかしそこに予期せぬ訪問客が次々と現れて家の中を引っ掻き回し、ドタバタ劇が繰り広げられる。

## スタッフ
- 監督 - ジャン・ジロー
- 脚本 - クロード・マニエ（フランス語版）およびジャック・ヴィルフリド（フランス語版）（アレック・コッペルの戯曲『The Gazebo（東屋）』による）
- 助監督 - トニー・アボヤンツ（フランス語版）
- 音楽 - レイモン・ルフェーブル

## キャスト
- ルイ・ド・フュネス - アントワーヌ・ブリスバール、喜劇作家
- クロード・ジェンサック - シルヴィーヌ・ブリスバール、女優でアントワーヌの妻
- ベルナール・ブリエ - デュクロ警部
- ミシェル・ガラブリュ - トネロッティ、石工
- クリスチャーヌ・ミュレ（フランス語版） - マチルド、ブリスバール夫妻のメイド
- フロランス・ブロ（フランス語版） - クラミュゼル夫人、家の訪問客
- ギイ・トレジャン（フランス語版） - アドリアン・コラス、弁護士でブリスバール夫妻の友人
- フェルディ・マイーヌ（ドイツ語版） - グルンダー氏、家の売却予定人
- イヴォンヌ・クレッシュ（フランス語版） - グルンダー夫人、グルンダーの妻でアル中患者
- ミケリーネ・ルッチョーリ（フランス語版） - フランソワーズ、ブリスバール夫妻の友人
- ジャック・マラン - アンドリュー、デュクロ警部の部下
- ドミニク・ザルディ（フランス語版） - ル・デュック、ジョーの手下
- アンリ・アッタル（フランス語版） - グラン・ルイ、ジョーの手下
- ポール・プレヴォワ（フランス語版） - トランクを拾ってくる巡査部長
- ジャン・ヴァルマンス（フランス語版） - 消火器の押し売り
- カルロ・ネル（フランス語版） - プリュメネル、デュクロ警部の部下

## 評価
この映画はフランスで246万人の入場数で、1971年の興行収入では13位だった。1位の『おしゃれキャット』の1248万人からは程遠く、例年の興行収入でトップレベルを得ているルイ・ド・フュネスとしては稀に見る不成功だった。（例えば1965年には『大追跡 Le Corniaud』が1位で『ニューヨーク大混戦 Le Gendarme à New York』が4位。1966年には『大進撃 La grande vadrouille』が1位のみならずフランスの興行収入史上最高位を獲得してその後30年間にわたって持続させ、『パリ大混戦 Le grand restaurant』も8位だった。）批評家たちはド・フュネスの演技は称賛したが、監督のジャン・ジローがそれを昇華できなかったことを批判した。この映画で60%以上のギャグはド・フュネスの責任で演じられていたのである。
2000年代に放映されたフランスのテレビドラマ『カーメロット Kaamelot』の第6シーズンで、この映画のテーマ音楽が使われた。アレクサンドル・アスティエ（ドラマの監督、脚本、主演、作曲家）は、ドラマをルイ・ド・フュネスに捧げた。